# Аквапим
Аквапим (дословно «тысяча невольников») — народ в Гане. Численность: 650 тыс. человек (на 1992 год). Языки аквим, ашанте и ачем (диалекты языка чви (тви)). Язык аквапим — один из официальных языков Ганы.

## Зона расселения
Преобладают на юге Ганы, в районе Аквапимских холмов к северу от г. Аккра, между реками Вольта и Денву.

## Этническая история
Переселились в эти районы с XVII века с северо-запада, ассимилировали черепон и гуан. В 1650—1730 годах были данниками Акваму. В 1742—1826 годах входили в состав Конфедерации Ашанти.
В 1894 распалось на вождества Аквапим Окери, Аквапим Анафо и Аквапим Гуан.

## Религия
Благодаря европейским миссионерам XIX века, действовавшим в районе Аквапимских холмов, в Гане, доминирующей религией является христианство (пресвитериане и методисты).

## Занятие
Главным образом — ручное земледелие (выращивают рис, просо, кукуруза, бананы, масличную пальму), но также разводят мелкий рогатый скот, птицу, элементарные навыки резьбы по дереву, гончарское дело, кузнечество. Начато освоение таких культур, как какао, кофе (Попов 1998: 23).

## Социальная организация
Основой организации являются деревенские общины (нкура), большие семьи (фиефо), матрилинейные роды.
Во главе вождества стоял оманхене и совет старейших, в который входили главы деревенских общин.
Вирилокальность, моногамность брачного поселения.
Счет родства как матрилинейный, так и патрилинейный(но доминантом является матрилинейность).